# دافيدي بيانكي
دافيدي بيانكي (بالإيطالية: Davide Bianchi)‏ هو مدرب كرة سلة إيطالي، ولد في 19 مايو 1969 في فاريزي في إيطاليا.

## وصلات خارجية
- دافيدي بيانكي على موقع الاتحاد الدولي لكرة السلة (الإنجليزية)
- دافيدي بيانكي على موقع كرة السلة الأوروبية.كوم (الإنجليزية)
- دافيدي بيانكي على موقع بروبوليرز (الإنجليزية)
- دافيدي بيانكي على موقع عالم كرة القدم.نت (الإنجليزية)